# Villy (Burkina Faso)
Villy – miasto w Burkinie Faso, w Prowincji Boulkiemdé. Według danych szacunkowych na rok 2010 liczy 19 098 mieszkańców.